# Кюи, Цезарь Антонович
Це́зарь Анто́нович Кюи́ (имя при рождении Цезарий-Вениамин Кюи; 6 [18] января 1835, Вильна — 26 марта 1918, Петроград) — русский композитор и музыкальный критик, член «Могучей кучки» и Беляевского кружка, заслуженный профессор фортификации, инженер-генерал (1906).
Творческое наследие композитора довольно обширно: 14 опер, в их числе «Сын мандарина» (1859), «Вильям Ратклифф» (по Генриху Гейне, 1869), «Анджело» (на сюжет драмы Виктора Гюго, 1875), «Сарацин» (по сюжету Александра Дюма-отца, 1898), «Капитанская дочка» (по А. С. Пушкину, 1909), 4 детские оперы; произведения для оркестра, камерных инструментальных ансамблей, фортепиано, скрипки, виолончели; хоры, вокальные ансамбли, романсы (более 250), отличающиеся лирической выразительностью, изяществом, тонкостью вокальной декламации. Среди них популярны «Сожжённое письмо», «Царскосельская статуя» (слова А. С. Пушкина), «Эоловы арфы» (слова А. Н. Майкова) и др.

## Биография
Родился 6 января 1835 года в городе Вильне (современный Вильнюс). Его отец, Антон Леонардович Кюи, фр. Antoine Queuille, выходец из Франции, служил в наполеоновской армии. Раненый в 1812 году под Смоленском во время Отечественной войны 1812 года, обмороженный, он не вернулся с остатками разбитых войск Наполеона во Францию, а остался навсегда в России. В Вильне Антон Кюи, женившийся на Юлии Гуцевич, преподавал французский язык в местной гимназии. С отцом Цезарь Кюи общался на французском, с другими членами семьи на литовском либо на польском, а с братьями-гимназистами с 5 лет общался на русском. Старший брат Цезаря, Александр (1824—1909), стал впоследствии известным архитектором.
В возрасте 5 лет Кюи уже воспроизводил на фортепиано мелодию слышанного им военного марша. В десять лет сестра начала его учить фортепианной игре; затем учителями его были Герман и скрипач Дио. Учась в виленской гимназии, Кюи, под влиянием мазурок Шопена, оставшегося навсегда любимым его композитором, сочинил мазурку на смерть одного учителя. Живший тогда в Вильне Монюшко предложил давать талантливому юноше бесплатно уроки гармонии, продолжавшиеся всего семь месяцев.
В 1851 году Кюи поступил в Главное инженерное училище и через четыре года был произведён в прапорщики. В 1857 году окончил Николаевскую инженерную академию с производством в поручики. Был оставлен при академии репетитором топографии, а потом преподавателем фортификации; в 1875 году получил чин полковника. В связи с началом русско-турецкой войны Кюи, по просьбе его бывшего ученика Скобелева, в 1877 году был командирован на театр военных действий, где производил обзор фортификационных работ, участвовал в укреплении русских позиций под Константинополем. В 1878 году, по результатам блестяще написанной работы о русских и турецких укреплениях, был назначен адъюнкт-профессором, занимая кафедру по своей специальности одновременно в трёх военных академиях: Генерального штаба, Николаевской инженерной и Михайловской артиллерийской. В 1880 году стал профессором, а в 1891 году — заслуженным профессором фортификации Николаевской инженерной академии, был произведён в генерал-майоры.
Кюи первым среди русских инженеров предложил применение бронебашенных установок в сухопутных крепостях. Он приобрёл большую и почётную известность как профессор фортификации и как автор выдающихся трудов по этому предмету. Был приглашён для чтения лекций по фортификации наследнику престола, будущему императору Николаю II, а также нескольким великим князьям. В 1906 году Ц. А. Кюи был произведен в чин инженер-генерала.

### Ученики профессора Кюи
- Цесаревич Николай, будущий император Николай II
- Великие князья: Сергей Александрович, Александр Александрович, Николай, Михаил, Георгий и Сергей Михайловичи, Пётр Николаевич
- герцоги Г. Г. Мекленбург-Стрелицкий[5] и М. М. Мекленбург-Стрелицкий
- Принц Сиама Чакрабон и его адъютант Найпум[6]
- Яблочков П. Н, русский электротехник, военный инженер, изобретатель и предприниматель[7]

Самые ранние романсы Кюи написаны около 1850 года («6 Польских песен», изданы в Москве в 1901 г.), но всерьёз заниматься сочинением музыки начал лишь после окончания академии. На тексты Крылова написаны романсы: «Тайна» и «Спи, мой друг», на слова Кольцова — дуэт «Так и рвётся душа». Громадное значение в развитии таланта Кюи имела дружба с Балакиревым (1857), являвшимся в первом периоде творчества Кюи его советчиком, критиком, учителем и отчасти сотрудником (главным образом, по части оркестровки, оставшейся навсегда наиболее уязвимой стороной фактуры Кюи), и близкое знакомство с его кружком: Мусоргским (1857), Римским-Корсаковым (1861) и Бородиным (1864), а также с Даргомыжским (1857), оказавшим большое влияние на выработку вокального стиля Кюи.
19 октября 1858 года Кюи женился на Мальвине Рафаиловне Бамберг (1836—1899), ученице Даргомыжского. Ей посвящено оркестровое скерцо F-dur, с главной темой, В, А, В, Е, G (буквы её фамилии) и упорным проведением нот С, С (Cesar Cui) — идея, явно навеянная Шуманом, имевшим вообще большое влияние на Кюи. Исполнение этого скерцо в Петербурге в симфоническом концерте Императорского Русского Музыкального Общества (14 декабря 1859 года) было публичным дебютом Кюи как композитора. К тому же времени относятся два фортепианных скерцо C-dur и gis-moll и первый опыт в оперной форме: два акта оперы «Кавказский пленник» (1857—1858), позже переделанную в трёхактную и поставленную в 1883 году на сцене Мариинского театра в Петербурге и Москве. Тогда же написана одноактная комическая опера в лёгком жанре «Сын Мандарина» (1859), поставленная на домашнем спектакле у Кюи при участии самого автора, его жены и Мусоргского, а публично — в Клубе художников в Петербурге (1878).
Цезарь Кюи участвовал в Беляевском кружке. В 1896—1904 годах Кюи — председатель Дирекции Санкт-петербургского отделения Императорского Русского музыкального общества, а в 1904 г. — его почётный член.
Был похоронен на Смоленском лютеранском кладбище, рядом с женой; в 1939 году останки Цезаря и Мальвины Кюи вместе с надгробием были перенесены в Александро-Невскую лавру на Тихвинское кладбище — Некрополь мастеров искусств.
В Харькове именем Цезаря Кюи названа улица.

## Семья
В браке с Мальвиной Бамберг родились дети:
- Александр (1870)
- Лидия (1872), в браке Аморетти

## Адреса в Санкт-Петербурге — Петрограде
- 1867—1868 — доходный дом Синебрюховой — Гагаринская набережная (ныне — набережная Кутузова), 16, кв. 11
- 1891 — 26.03.1918 года — доходный дом Степанова — набережная реки Фонтанки, 38.

## Музыка
Реформаторские начинания Цезаря Кюи в области драматической музыки отразились в опере «Вильям Ратклиф» (на сюжет Гейне), начатой ещё ранее «Каменного гостя», в 1861 году. Эти начинания сформировались — отчасти под влиянием Даргомыжского, — в противовес условностям итальянской оперы. Единение музыки и текста, тщательная разработка вокальных партий, применение в них и кантилены (там, где требует текст), и мелодического, певучего речитатива, трактовка хора как выразителя жизни масс, симфоничность оркестрового сопровождения — все эти особенности сделали «Ратклифа» новым этапом развития русской оперы. Музыка «Ратклифа» не имела национального отпечатка, но была красивой, изящной и оригинальной. Слабой стороной партитуры «Ратклифа» оказалась оркестровка. Постановку в Мариинском театре (1869) публика не оценила — возможно, виной было неряшливое исполнение, против которого выступал сам автор: в письме в редакцию «Санкт-Петербургских Ведомостей» он просил публику не посещать представлений его оперы. «Ратклиф» вновь появился в репертуаре лишь спустя 30 (29) лет на частной сцене в Москве.
Подобная же участь постигла «Анджело» (1871—1875, на сюжет В. Гюго), где реформаторские оперные принципы получили своё завершение. Опера, поставленная в Мариинском театре (1876), не удержалась в репертуаре; в 1910 году её возобновили на той же сцене, но лишь на несколько представлений (в ознаменование 50-летия композиторской деятельности автора). Больший успех «Анджело» имел в Москве (Большой театр, 1901).
В 1872 году Цезарь Кюи написал 1 акт оперы «Млада», но её заканчивали Римский-Корсаков, Мусоргский, Бородин и Минкус.
Рядом с «Анджело» по художественной законченности и значимости музыки можно поставить оперу «Flibustier» (русский перевод — «У моря»), написанную (1888—1889) на текст Жана Ришпена. Она шла только в Париже, на сцене Opera Comique (1894). В её музыке французский текст трактован с той же выразительностью, как русский — в русских операх Кюи. Также Цезарь Кюи написал оперы:
- «Сарацин» (на сюжет драмы «Карл VII у своих вассалов» А. Дюма, соч. 1896—1898; Мариинский театр, 1899);
- «Пир во время чумы» (соч. 1900; исполнена в Санкт-Петербурге и Москве);
- «M-lle Фифи» (соч. 1900, на сюжет Мопассана; исполнена в Москве и Петрограде);
- «Матео Фальконе» (соч. 1901, по Мериме и Жуковскому, исполнена в Москве);
- «Капитанская дочка» (соч. 1907—1909, Мариинский театр, 1911; в Москве, 1913).

В этих произведениях Кюи, не изменяя резко своим прежним оперным принципам, отдаёт (отчасти в зависимости от текста) явное предпочтение кантилене.
В отдельную рубрику следует выделить музыкальные произведения для детей. Композитор создал ряд разнообразных и разнохарактерных произведений для детей, в которых так много простоты, нежности, грации и остроумия:
- оперы: «Снежный богатырь» (1905); «Красная Шапочка» (1911); «Кот в сапогах» (1912); «Иванушка-дурачок» (1913)
- сборник вокальных миниатюр «Тринадцать музыкальных картинок» (опубликован в 1878);
- «17 детских песен», op.73 (1906);
- «Ещё 17 детских песен», op.78 (1910);
- «Последние 17 детских песен», op. 97 (1915);
- 7 маленьких хоров (хориков) на стихи Ивана Белоусова, op. 77 (1908).

После опер наибольшее художественное значение имеют романсы Кюи (их насчитывается около 400), в которых он отказался от куплетной формы и от повторений текста. Композитор тщательно подбирал тексты для своих романсов. Большей частью они лирические; иногда Кюи давал целую психологическую картинку в нескольких тактах. Среди романсов Кюи есть и повествовательные, и описательные, и юмористические. В позднейший период творчества Кюи стремился выпускать в свет романсы в виде сборников на стихотворения одного и того же поэта (Ришпена, Пушкина, Некрасова, графа А. К. Толстого).
К вокально-хоровой музыке относятся около 70 хоров и 2 кантаты:
1. «В честь 300-летия Дома Романовых» (1913);
2. «Твой стих» (1914, слова И. Гриневской), в память М. Ю. Лермонтова.

В области инструментальной музыки — для оркестра, струнного квартета и для отдельных инструментов — написаны:
- 4 сюиты (одна из них — 4 — посвящена M-me Mercy d’Argenteau, большому другу Кюи; она сделала очень много для распространения сочинений композитора во Франции и Бельгии);
- 2 скерцо;
- тарантелла (есть фортепьянная транскрипция Ф. Листа);
- «Marche solennelle» и вальс (ор. 65).

Затем идут 3 струнных квартета, пьесы для фортепиано, для скрипки и для виолончели. Всего композитором издано (до 1915 г.) 96 опусов; в это число не входят оперы и другие сочинения — например, конец 1-й сцены в «Каменном госте», дописанный Кюи согласно предсмертной воле Даргомыжского.
Талант Кюи был более лирическим, чем драматическим, хотя в своих операх он достигал значительной силы трагизма. Ему удавались женские характеры. Он тщательно отделывал свои сочинения. Его музыка носила черты французского изящества и ясности стиля, была полна славянской задушевности, полёта мысли и глубины чувств.

## Музыкальный критик
Начавшаяся в 1864 году («Санкт-Петербургские Ведомости») и продолжавшаяся до 1900 года («Новости») музыкально-критическая деятельность Кюи имела большое значение в истории музыкального развития России. Боевой, прогрессивный характер (особенно в более раннем периоде), пламенная пропаганда Глинки и «новой русской музыкальной школы», литературный блеск, остроумие создали ему, как критику, огромное влияние. Он пропагандировал русскую музыку и за границей, сотрудничая во французской прессе и издав свои статьи из «Revue et gazette musicale» (1878—1880) отдельной книжкой «La musique en Russie» (П., 1880). К крайним увлечениям Кюи относится его умаление классиков (Моцарта, Мендельсона) и отрицательное отношение к Рихарду Вагнеру. Отдельно изданы им: «Кольцо Нибелунгов» (1889); «История фортепианной литературы» курс А. Рубинштейна (1889); «Русский романс» (СПб., 1896).
С 1864 года выступал как музыкальный критик, отстаивая принципы реализма и народности в музыке, пропагандируя творчество М. И. Глинки, А. С. Даргомыжского и молодых представителей «Новой русской школы», а также новаторские течения зарубежной музыки. В роли критика он часто публиковал разгромные статьи на творчество Чайковского. Опера Кюи (Мариинский театр, Санкт-Петербург) отразила эстетические установки «Могучей кучки». Вместе с тем Кюи как критику присущи романтическая условность, ходульность образов, свойственные его творчеству и в дальнейшем. Систематическая музыкально-критическая деятельность Кюи продолжалась до начала 1900-х гг.

## Труды по фортификации
Кюи — автор капитальных научных трудов по фортификации, создал курс фортификации, который читал в Николаевской инженерной, Михайловской артиллерийской академиях и в Академии Генерального штаба. Первым среди русских военных инженеров предложил применение бронебашенных установок в сухопутных крепостях.
Сочинения Кюи по военно-инженерному делу: «Краткий учебник полевой фортификации» (7 изданий); «Путевые заметки инженерного офицера на театре войны в европейской Турции» («Инженерный Журнал»); «Атака и оборона современных крепостей» («Военный Сборник», 1881); «Бельгия, Антверпен и Бриальмон» (1882); «Опыт рационального определения величины гарнизона крепости» («Инженерный Журнал»); «Роль долговременной фортификации при обороне государств» («Курс Ник. Инженерной Академии»); «Краткий исторический очерк долговременной фортификации» (1889); «Учебник фортификации для пехотных юнкерских училищ» (1892); «Несколько слов по поводу современного фортификационного брожения» (1892). — См. В. Стасов «Биографический очерк» («Артист», 1894, № 34); С. Кругликов «Вильям Ратклиф» (там же); Н. Финдейзен «Библиографический указатель музыкальных произведений и критический статей Кюи» (1894); «С. Cui. Esquisse critique par la C-tesse de Mercy Argenteau» (II, 1888; единственное по обстоятельности сочинение о Кюи); П. Веймарн «Цезарь Кюи как романсист» (СПб., 1896); Коптяев «Фортепианные произведения Кюи» (СПб., 1895).

## Награды
Российские:
- Орден Святого Станислава 3 ст. (1863)
- Орден Святой Анны 3 ст. (1870)
- Орден Святого Станислава 2 ст. (1873)
- Орден Святой Анны 2 ст. (1878)
- Орден Святого Владимира 4 ст. (1881)
- Орден Святого Владимира 3 ст. (1883)
- Орден Святого Станислава 1 ст. (1886)
- Орден Святой Анны 1 ст. (1891)
- Орден Святого Владимира 2 ст. (1901)
- Орден Белого Орла (ВП 6.12.1911)
- Орден Святого Александра Невского (ВП 6.12.1916)

Иностранные:
- Командорский крест Ордена Почетного Легиона (1896)

## Музыкальные произведения

### Оперы
- Кавказский пленник (по А. Пушкину) (1858; 1882, 1885)
- Сын мандарина (одноактная) (1859). Впервые представлена в петербургском Клубе художников 7 декабря 1878 года под управлением В. Главача. Вновь была поставлена: на сцене частной оперы (1900), в Новом театре (11 ноября 1901 года) и на сцене Большого театра (Москва, 7 ноября 1902 года).
- Млада (1-й акт; остальное сочинили Римский-Корсаков, Мусоргский, Бородин и Минкус; 1872)
- Вильям Ратклиф (в трёх действиях, либретто В. Крылова по одноимённой драматической балладе Генриха Гейне в переводе А. Н. Плещеева) (1868)
- Анджело (по драме «Анджело, тиран Падуанский» Виктора Гюго) (1875)
- Le Flibustier = Флибустьер (У моря) (французское либретто по драме Ж. Ришпена) (1889)
- Сарацин (по драме А. Дюма-отца «Карл VII у своих вассалов») (1898)
- Пир во время чумы (по А. Пушкину; одноактная) (1900)
- Мадемуазель Фифи (по новелле Г. Мопассана в сценич. обработке О. Метенье; одноактная) (1903)
- Снежный богатырь (детская опера; 1905)
- Матео Фальконе (по новелле П. Мериме в переводе В. Жуковского) (1907)
- Капитанская дочка (по А. Пушкину) (1909)
- Красная шапочка (детская опера по Ш. Перро) (1911)
- Кот в сапогах (детская опера по Ш. Перро) (1913)
- Иванушка-дурачок (детская опера; 1913)

Кюи закончил две оперы других композиторов:
- Каменный гость (А. Даргомыжского) (1872)
- Сорочинская ярмарка (М. Мусоргского) (1916)

### Романсы
- Ave Maria: для одного голоса (соч. 34, № 81)
- Вечерняя заря: для низкого голоса (соч. 15, № 36)
- Меня холодным люди называют (соч. 11 №, 19; на слова Адама Мицкевича)
- Истомленная горем = Il dolor e l’affano! (соч. 5 No. 5; на слова Майкова)

## Литературные произведения Кюи

### По музыке

#### Сборники
- Избранные статьи / Ц. А. Кюи; сост., авт. вступительной ст. и примеч. И. Л. Гусин; Гос. научно-исследовательский ин-т театра и музыки. — Ленинград: Гос. музыкальное изд-во, 1952. — LXVII, [1], 690, [1] с., [1] л. портр.: нот., портр.
- Избранные статьи об исполнителях / [Сост., ред., вступ. статья, с. 3—18, и примеч. И. Л. Гусина]. — Москва: Музгиз, 1957. — 276 с., 10 л. портр. — (Русская классическая музыкальная критика)
- Музыкально-критическiя статьи. Т. 1: С портр. автора / Ц. А. Кюи Предисл. А. Н. Римского-Корсакова. — Петроград: ред. журн. «Музыкальный современник», 1918. — VIII, 363 с.

#### Монографии
- История литературы фортепианной музыки / Курс А. Г. Рубинштейна. 1888—89; Сост. Ц. Кюи. — Санкт-Петербург: типо-лит. Р. Голике, 1889. — 79 с.: портр. (Статьи впервые напечатаны в 1889 г. в «Неделе» под загл.: «Сеансы А. Г. Рубинштейна. Курс истории литературы фортепианной музыки»; в «L’Art, revue bimensuelle illustree» под загл.: «Cours de litterature musicale des oeuvres pour le piano au Conservatoire de Saint Petersbourg.»)
- Кольцо Нибелунгов / трилогия Рихарда Вагнера; музыкально-критический очерк Ц. А. Кюи. — Издание редакции музыкального журнала «Баян». — Товарищество паровой скоропечати Явлонский и Перотт, 1889. (Статьи впервые напечатались в 1876 г. в СПб ведомостях под загл. Байрейтское музыкальное торжество.)
- La musique en Russie. Paris: G. Fischbacher, 1880; rpt. Leipzig: Zentralantiquariat der Deutschen Demokratischen Republik, 1974. (Статьи впервые напечатаны в 1880 г. в «Revue et Gazette Musicale de Paris.»)
- Русский романс: Очерк его развития. — Санкт-Петербург: Н. Ф. Финдейзен, 1896. — [6], 209, [3] с., 1 л. портр. (Впервые: «Артист». 1845. № 45, январь, с. 7—13, № 46, февраль, с. 5—16. Продолжение: «Неделя». 1845. № 25—31 под названием: «Очерк развития русского романса [лекция, прочитанная Ц. А. Кюи 23 февраля 1895 г. в С.-Петербургском Обществе музыкальных собраний]» // Русская музыкальная газета. 1895, № 4—6, стлб. 252—263, 362—368)

#### Разные
- «A Historical Sketch of Music in Russia» («Исторический очерк музыки в России» [на английском языке]) The Century Library of Music. Ed. by Ignace Jan Paderewski. Vol. 7. New York: The Century Co., 1901, pp. 197—219.

### По фортификации
- Атака и оборона современных крепостей: (Разраб. этого вопр. в Пруссии) — Санкт-Петербург: тип. Деп. уделов, 1881. — [2], 36 с., 3 л. черт. (Из «Военного сборника» за 1881, No 7)
- Бельгия, Антверпен и Бриальмон. Спб: Тип. Деп. уделов, 1882. (Из «Инженерного журнала», 1881, No. 11)
- Записки полевой фортификации: Курс млад. класса Николаев. инж. и Михайлов. арт. уч-ща / Сост. Ц. Кюи. — Санкт-Петербург: тип. А. М. Котомина, 1873. — [2], 37 с., 9 л. черт.
- История крепостей Европы и России / Цезарь Кюи. — Москва: Абрис, 2019. — 255 с.: ил., цв. ил., карты, портр. — ISBN 978-5-00111-479-6
- Краткий учебник полевой фортификации: с 19 лист. чертежей — Санкт-Петербург: Изд. н.св, 1881. — 161 с.
- Краткий исторический очерк долговременной фортификации: с атл. из 40 л. черт. / сост. Цезарь Кюи. - 3-е изд., доп. — Санкт-Петербург: Тип. Имп. Акад. наук, 1897. — [6], II, 160, [4], 84 с.
- Чертежи к Краткому историческому очерку долговременной фортификации / Ц. Кюи. — Санкт-Петербург: Тип. Э. Арнгольда, 1897. — [40] л. черт.; 35х26 см.
- Несколько слов по поводу современного фортификационного брожения / Ц. Кюи. — Санкт-Петербург: тип. и лит. В. А. Тиханова, 1892. — [2], 41 с., 1 л. черт.
- Опыт рационального определения величины гарнизонов крепостей. — Санкт-Петербург: типо-лит. А. Е. Ландау, 1899. — 18 с. (3-я премия «Инженерного журнала»)
- Полевая фортификация: Курс Николаев.-инж., Михайлов.-арт. и Николаев.-кавалер. уч-щ / Сост. Ц. Кюи. — 2-е изд., просм. и доп. — Санкт-Петербург: тип.-лит. Арнгольда, 1877. — 45 с., 10 л. черт.
- Путевые заметки инженерного офицера на театре военных действий в Европейской Турции / [Соч.] Ц. Кюи. — Санкт-Петербург: тип. Деп. уделов, 1878. — [2], 42 с., 8 л. ил. (Из «Инженерного журнала», 1878, No 8, 9.)
- Рост крепостей и изменение их формы в зависимости от увеличения численности армий. Спб: 1901. (Общество ревнителей военных знаний, No 37, 24 янв. 1901 г.)
- Учебник фортификации для пехотных юнкерских училищ / Сост. заслуж. проф. Николаев. инж. акад. инж. ген.-м. Ц. Кюи. — Казань: Казан. пехот. юнкер. уч-ще, 1892. — IV, 192, II с.

### Письма
- Избранные письма / Сост., авт. вступ. статьи и примеч. И. Л. Гусин. — Ленинград: Музгиз, 1955. — 754 с., 1 л. портр.: ил., нот. ил.
- Анри Муселак. Французское происхождение русского композитора Цезаря Антоновича Кюи. Советская Музыка. 1979. № 10

## В кинематографе
- 1950 — «Мусоргский» (актёр Бруно Фрейндлих)
- 2007 — «Ветка сирени» (актёр Лев Елисеев)